# Päpstlicher Privatsekretär
Ein Päpstlicher Privatsekretär unterstützt den Papst in den Aufgaben seines Amtes. Hauptaufgabe ist die Organisation von Treffen und Besuchen mit dem Papst. Meist wird die Aufgabe von einem jungen Weltpriester übernommen. Von 1970 bis 2014 gab es einen Zweiten Privatsekretär.

## Aufgaben
Offiziell ist der Päpstliche Privatsekretär Mitarbeiter des Staatssekretariats. Obwohl nicht offiziell benannt, blieb die Rolle des persönlichen Sekretärs immer relativ stabil. Dies liegt in der Notwendigkeit des Amtes für den Papst begründet. Abgesehen von der Amtszeit von Papst Franziskus gab es jeweils einen Amtsinhaber während eines Pontifikats. Meist war er bereits in seinem vorherigen Amt ein enger Mitarbeiter. Er steht meist in einem engen Vertrauensverhältnis. Da er den Zugang zum Papst regelt, hat er eine „informelle Macht“. Aufgrund des Näheverhältnisses regelt er für den Papst die Dinge, die in Familien die Kinder übernehmen. Insbesondere Stanisław Dziwisz, der Privatsekretär von Johannes Paul II., galt in den letzten Lebensjahren des Papstes als einer der einflussreichsten Geistlichen im Vatikan, vor allem, weil er entscheidenden Einfluss darauf nehmen konnte, welche Besucher Johannes Paul II. empfing. Selbst Einfluss auf Bischofsernennungen wurde ihm nachgesagt.
Papst Franziskus, der als Erzbischof aus persönlichen Gründen keinen Sekretär hatte, entschied sich nach seiner Wahl zum Pontifex Maximus dafür, mehrere Sekretäre einzusetzen, die sich im Laufe des Tages bei der Büroarbeit abwechselten. Damit gab er die Unterscheidung zwischen erstem und zweitem Sekretär auf. Es gab auch während seines Pontifikats mehrere Wechsel im Amt des Päpstlichen Privatsekretärs. Bei seiner Lungenentzündung soll es sich negativ auf seine Behandlung ausgewirkt haben.
Nach dem Tod ihres Papstes sind die Privatsekretäre meist Befürworter seines Wirkens. Häufig wurden sie nach ihrer Amtszeit Diözesanbischöfe, Apostolische Nuntien oder Kurienbischöfe.
Mit Robert Leiber und Georg Gänswein gab es bereits zwei deutsche Amtsinhaber.

## Päpstliche Privatsekretäre seit 1871
wenn nicht anders angegeben schieden sie mit dem Tod des Papst aus dem Amt.
| Name                       | Von              | Bis                | Papst             | Davor                                            | Danach                                                           |
| -------------------------- | ---------------- | ------------------ | ----------------- | ------------------------------------------------ | ---------------------------------------------------------------- |
| Giovanni Maria Zonghi      | 1871             | 1878               | Pius IX.          | Priesterweihe                                    | Archivar sowie als Kleriker an der Apostolischen Kammer          |
| Rinaldo Angeli             | 1878             | 1903               | Leo XIII.         |                                                  |                                                                  |
| Giovanni Bressan           | 1903             | 1914               | Pius X.           |                                                  |                                                                  |
| Attilio Bianchi            | 1914             | 1917               | Benedikt XV.      |                                                  | Ruhestand                                                        |
| Carlo Confalonieri         | 6. Februar 1922  | 10. Februar 1939   | Pius XI.          | Privatsekretär von Kardinal Ratti                | Erzbischof von L’Aquila                                          |
| Robert Leiber              | 2. März 1939     | Oktober 1958       | Pius XII.         | Privatsekretär von Kardinal Parcelli             | Ruhestand                                                        |
| Loris Franziskus Capovilla | 28. Oktober 1958 | 3. Juni 1963       | Johannes XXIII.   | Privatsekretär von Kardinal Roncalli             | Erzbischof von Chieti                                            |
| Pasquale Macchi            | 21. Juni 1963    | 6. August 1978     | Paul VI.          | Privatsekretär von Kardinal Montini              | Erzpriester von Sacro Monte di Varese                            |
| Diego Lorenzi, FDP         | 26. August 1978  | 28. September 1978 | Johannes Paul I.  | Privatsekretär von Kardinal Luciani              |                                                                  |
| Stanisław Dziwisz          | 16. Oktober 1978 | 2. April 2005      | Johannes Paul II. | Privatsekretär von Kardinal Wojtyła              | Erzbischof von Krakau                                            |
| Georg Gänswein             | 19. April 2005   | 28. Februar 2013   | Benedikt XVI.     | Privatsekretär von Kardinal Ratzinger            | Präfekt des Päpstlichen Hauses Privatsekretär von Papst emeritus |
| Alfred Xuereb              | 13. März 2013    | 17. April 2014     | Franziskus        | Zweiter Privatsekretär unter Papst Benedikt XVI. | Generalsekretär des vatikanischen Wirtschaftssekretariates       |
| Fabián Pedacchio Leaniz    | 18. April 2014   | Dezember 2019      | Franziskus        | Zweiter Privatsekretär unter Papst Franziskus    | Mitarbeiter in der Kongregation für die Bischöfe                 |
| Yoannis Lahzi Gaid         | 18. April 2014   | 31. Juli 2020      | Franziskus        | Mitarbeiter im Staatssekretariat                 |                                                                  |
| Gonzalo Aemilius           | 26. Januar 2020  | 6. August 2023     | Franziskus        | Promotion                                        |                                                                  |
| Fabio Salerno              | 1. August 2020   | 21. April 2025     | Franziskus        | Mitarbeiter im Staatssekretariat                 |                                                                  |
| Daniel Pellizon            | 7. August 2023   | 21. April 2025     | Franziskus        |                                                  |                                                                  |
| Juan Cruz Villalón         | 2023             | 21. April 2025     | Franziskus        |                                                  |                                                                  |
| Edgard Iván Rimaycuna Inga | 8. Mai 2025      |                    | Leo XIV.          |                                                  |                                                                  |

## Zweiter Päpstlicher Privatsekretär
| Name                    | Von                | Bis               | Papst                                            | Davor                                                        | Danach                                          |
| ----------------------- | ------------------ | ----------------- | ------------------------------------------------ | ------------------------------------------------------------ | ----------------------------------------------- |
| John Magee, SPS         | 1970               | 8. Februar 1982   | Paul VI., Johannes Paul I. und Johannes Paul II. | Sekretär der Kongregation für die Evangelisierung der Völker | Päpstlichen Zeremonienmeisters                  |
| Emery Kabongo Kanundowi | 11. Februar 1982   | 10. Dezember 1987 | Johannes Paul II.                                |                                                              | Erzbischof von Luebo                            |
| Vincent Tran Ngoc Thu   | 7. Januar 1988     | 1996              | Johannes Paul II.                                |                                                              | Ruhestand                                       |
| Mieczysław Mokrzycki    | 1996               | 16. Juli 2007     | Johannes Paul II. und Benedikt XVI.              |                                                              | Erzbischof von Lemberg                          |
| Alfred Xuereb           | 12. September 2007 | 28. Februar 2013  | Benedikt XVI.                                    | Mitarbeiter der Apostolischen Präfektur                      | Päpstlicher Privatsekretär von Papst Franziskus |
| Fabián Pedacchio Leaniz | April 2013         | 17. April 2014    | Franziskus                                       | Mitarbeiter der Kongregation für die Bischöfe                | Päpstlicher Privatsekretär                      |

## Bildergalerie

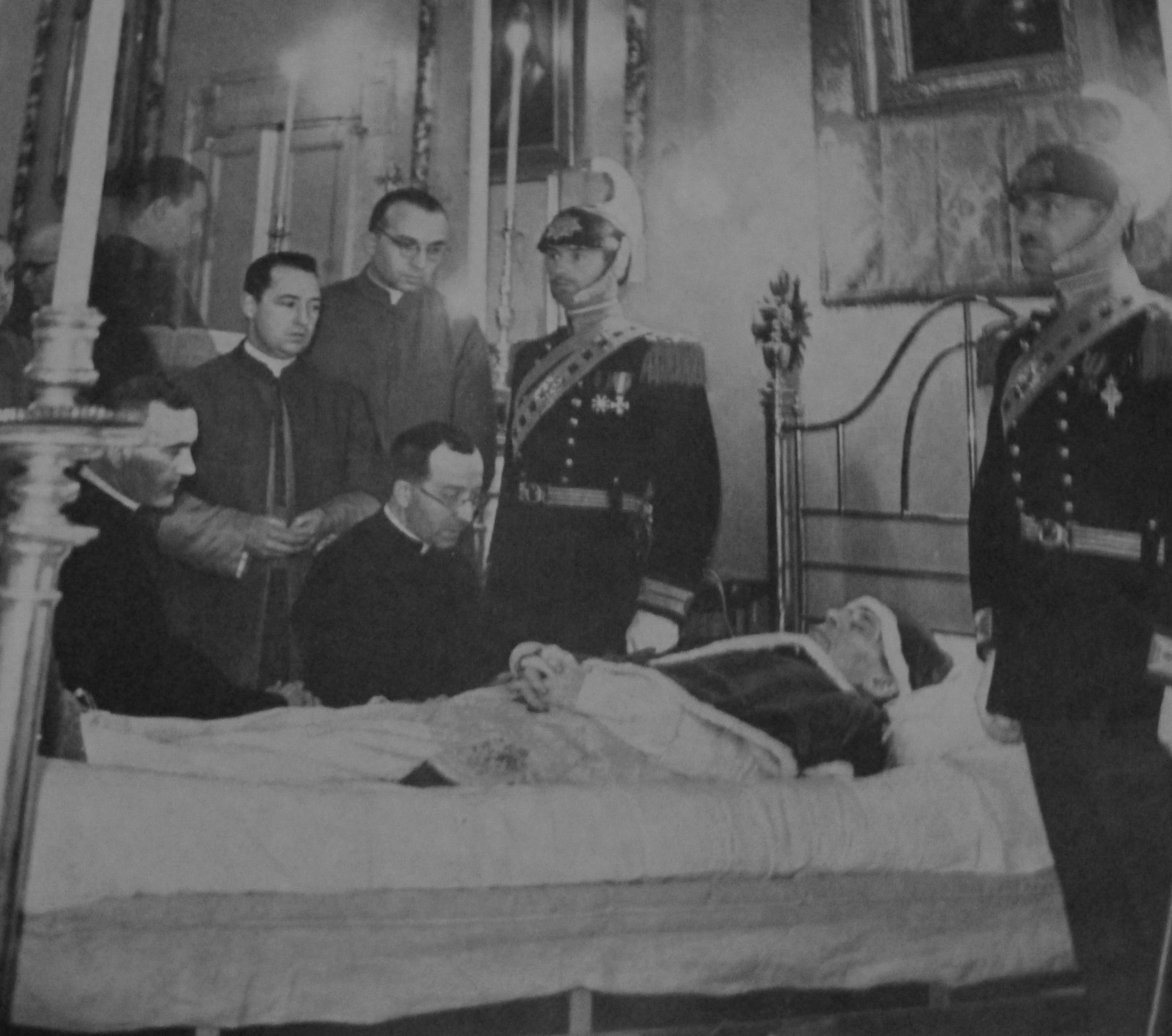
Carlo Confalonieri und Diego Venini (kniend) beim Tod von Papst Pius XI.
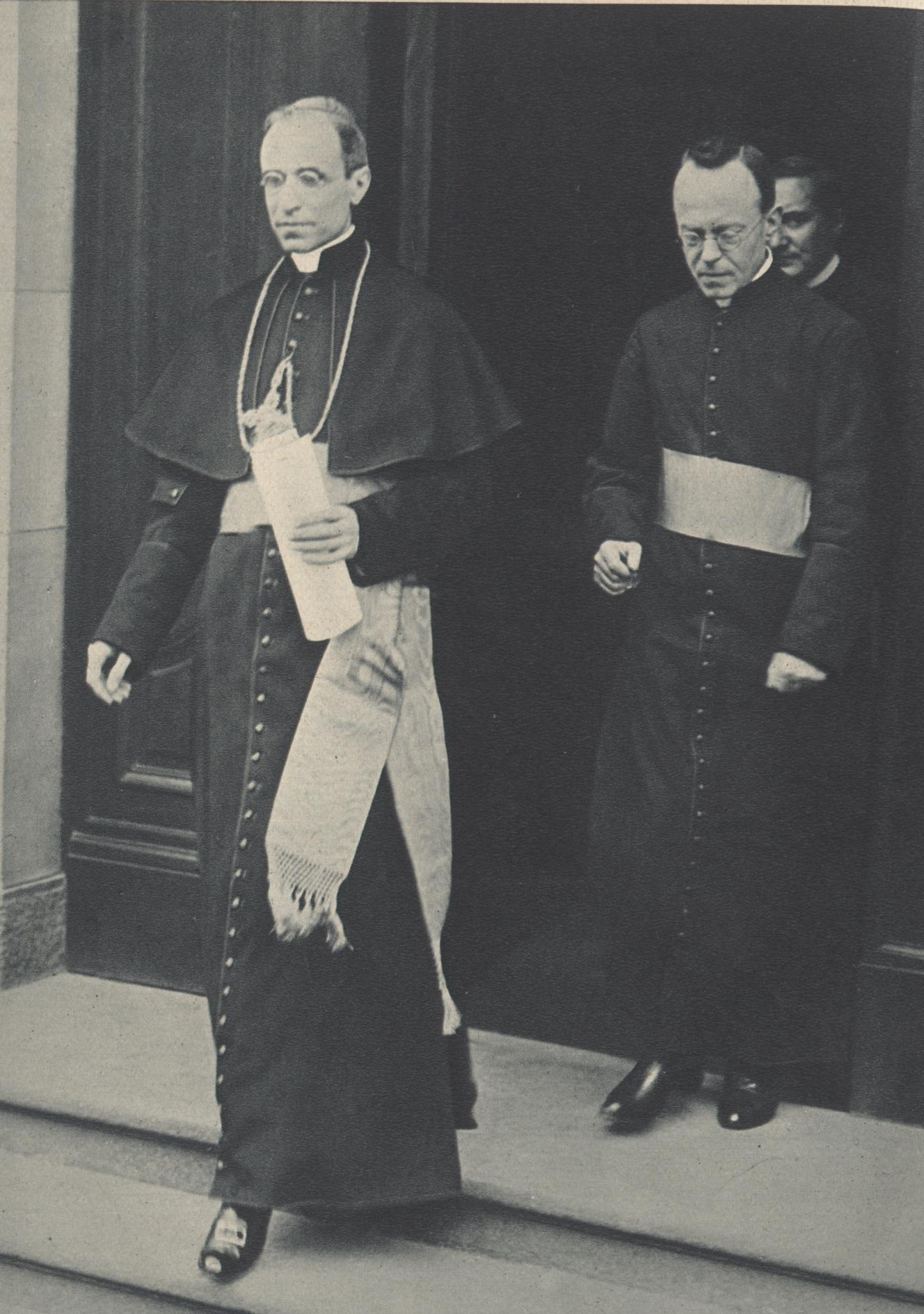
Robert Leiber mit Eugenio Pacelli, dem späteren Papst Pius XII.
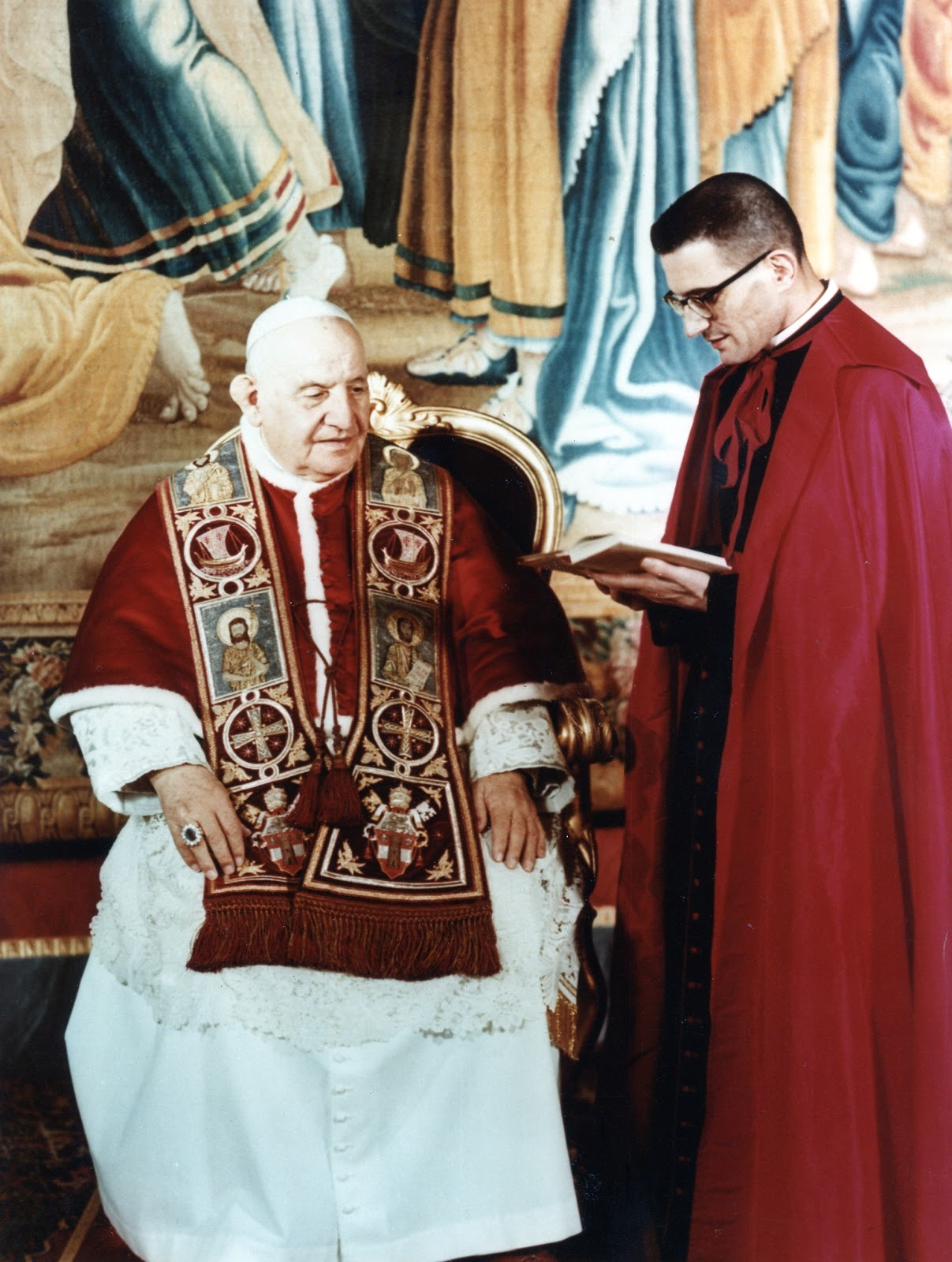
Loris Francesco Capovilla mit Papst Johannes XXIII.
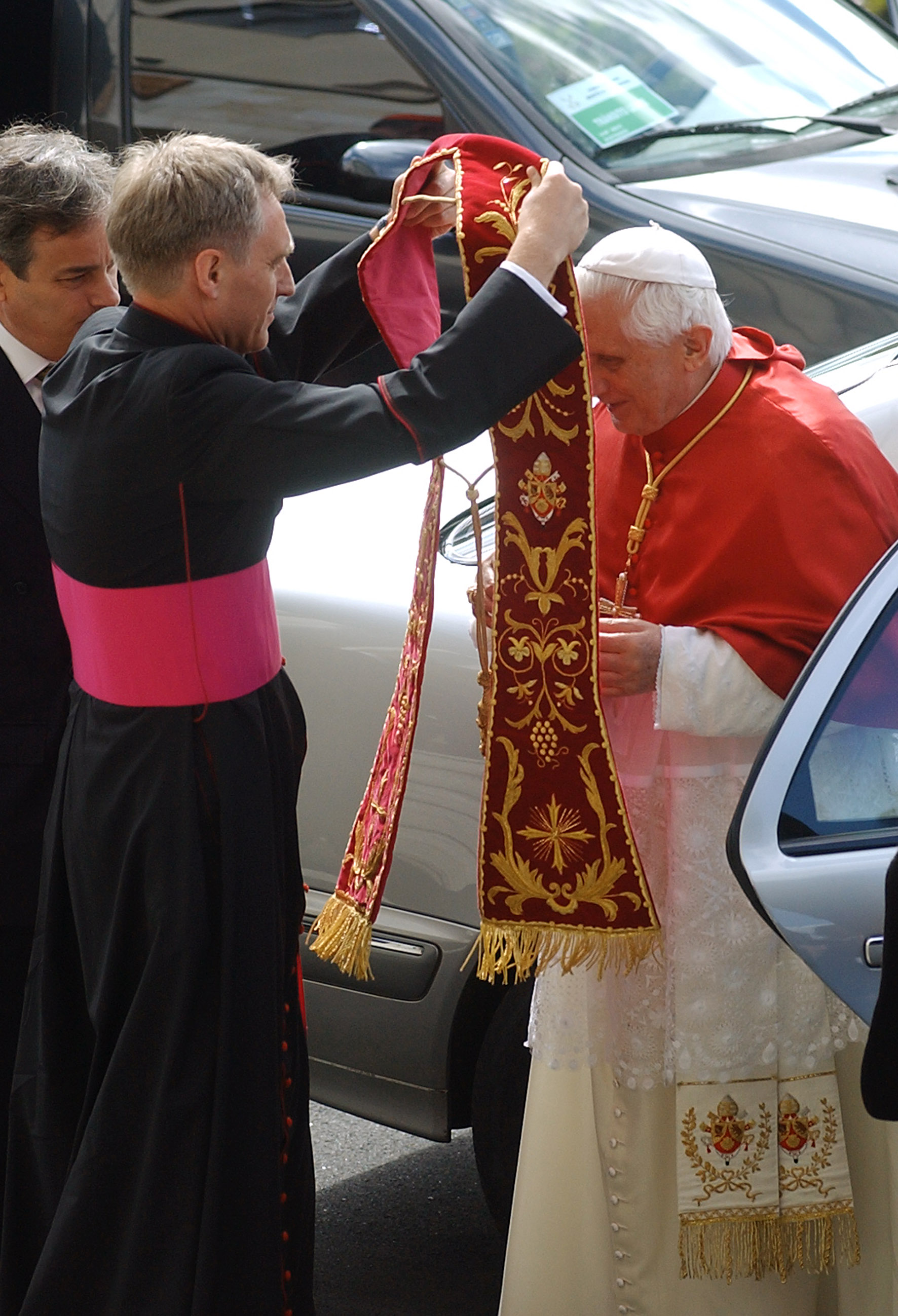
Georg Gänswein mit Papst Benedikt XVI.